# Antoni Kacpura

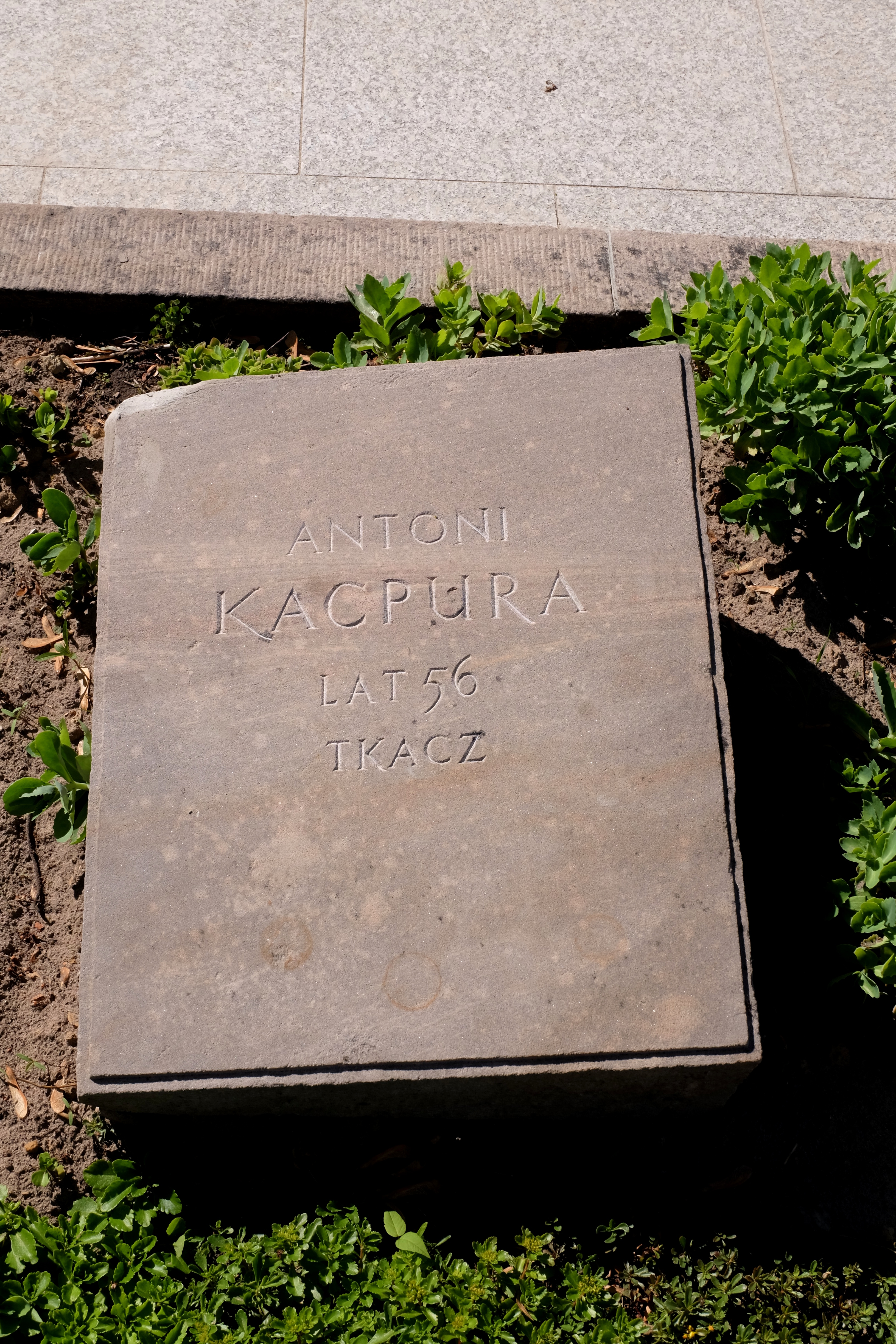
Grób Antoniego Kacpury na cmentarzu Wojskowym na Powązkach w Warszawie

Antoni Kacpura, ps. „Marek” (ur. 2 stycznia 1886 w Zieleńcu, zm. 16 października 1942 w Warszawie) – działacz socjalistyczny i komunistyczny.

## Życiorys
Syn Józefa i Józefy z d. Konik. Z zawodu ślusarz. Od 1904 członek PPS, a po rozłamie w 1906 PPS – Lewicy. Działał w Klubie Robotniczym im. T. Rechniewskiego. W grudniu 1918 jako delegat brał udział w I Zjeździe (Założycielskim) KPRP/KPP. Później był kolporterem, agitatorem i organizatorem w KPP. Działał również w Klasowym Związku Włókniarzy. W 1920 został aresztowany za działalność komunistyczną i osadzony na 9 miesięcy na Pawiaku. W 1942 wstąpił do PPR i GL. Wczesną jesienią 1942 został aresztowany, a następnie powieszony przez Niemców w publicznej egzekucji, w której stracono 50 osób. Został pochowany na cmentarzu Wojskowym na Powązkach (kwatera C6-2-1).
11 października 1946 został pośmiertnie odznaczony Orderem Krzyża Grunwaldu III klasy.

## Upamiętnienie
Od 14 października 1960 do 9 listopada 2017 r. był patronem ulicy w Warszawie na terenie dzielnicy Rembertów.